# ヴォータン・ヴィルケ・メーリング
ヴォータン・ヴィルケ・メーリング（Wotan Wilke Möhring、1967年5月23日 - ）は、ドイツの俳優。

## 主な出演作品
- タイムリミット 見知らぬ影（カール）
- ピエロがお前を嘲笑う（シュテファン）
- ヒンデンブルグ 第三帝国の陰謀（エルドマン）
- 23年の沈黙
- ソウル・キッチン
- パンドラム
- ANTIBODIES　-アンチボディ-　死への駆け引き
- es［エス］（囚人番号69／ジョー）
- ブレイントラスト